# Teófilo Trejo
Teófilo Trejo Pérez (5 de marzo de 1941, La Lima - 18 de marzo de 2016, San Pedro Sula), mejor conocido simplemente como Teofilito, fue un escritor y dirigente campesino hondureño, destacado por sus obras sobre tradición oral de Honduras.

## Biografía
Nació en 1941, en el municipio de La Lima. Su madre falleció cuando él tenía nueve años de edad, por lo que se vio obligado a abandonar la escuela para ayudar a su padre a mantener a sus cinco hermanos, trabajando en una finca bananera. Durante muchos años trabajó como campesino. Fundó la Central Nacional de Trabajadores del Campo (CNTC), de la cual fue su primer secretario. Con la CNTC luchó por los derechos de los campesinos, en una época en la que eran explotados, y debido a esto, Teofilito fue apresado más de una vez. En 1971 laboró como monitor en las Escuelas Radiofónicas Suyapa de la Iglesia Católica. En 1988, Editorial Guaymuras le público su primer libro, "Las perras de Teofilito", y en años posteriores público otras obras.
Teofilito vivía en Choloma junto con su familia. El 18 de marzo de 2016, fue atropellado por un motociclista que se dio a la fuga. Teofilito fue hospitalizado de emergencia en el Hospital Mario Catarino Rivas, en San Pedro Sula, pero falleció ese mismo día a causa de sus heridas.

## Obras
- Las perras de Teofilito (1988)
- Cuénteme otra, Teofilito (1989)
- Apuntes sobre mi vida (1995)
- Las perras más perras de Teofilito (1997)
- ¡Qué perrero es Teofilito! (2000)
- Seguís perreando, Teofilito (2004)
- Son puras perras, Teofilito (2008)
- El sueño de Teofilito (2010)